# Ivan Hesjko
Ivan Hesjko (ukrainska: Іван Гешко), född 19 augusti 1979 Tjernivtsi, Ukrainska SSR, Sovjetunionen är en ukrainsk friidrottare som huvudsakligen tävlar på 1 500 meter. 
Hesjko deltog vid Olympiska sommarspelen 2000 i Sydney där han blev utslagen redan i försöken. Hans första större final blev VM inomhus 2003 där han slutade på femte plats. Vid VM utomhus samma år blev det en bronsmedalj med tiden 3.33,17. En placering bättre blev det vid VM inomhus 2004 där hans 3:52.34 räckte till silver efter Kenyas Paul Korir. 
Hesjko deltog även vid Olympiska sommarspelen 2004 i Aten där det blev femte plats. Han sprang även 800 meter och tog sig där vidare till semifinalen men misslyckades med att ta sig till final. Vid EM inomhus 2005 blev det guld på 1 500 meter och vid VM utomhus samma år slutade han på en fjärde plats.
Vid VM inomhus 2006 vann han guld på 1 500 meter på tiden 3.42,08 och var en av favoriterna till segern vid EM i Göteborg. Väl där räckte hans 3.39,50 till en andraplats efter Mehdi Baala. 
Vid VM 2007 i Osaka gick det sämre för Hesjko som blev utslagen i kvalet.

## Personliga rekord
- 800 meter - 1.45,41 (från 2003)
- 1 500 meter - 3.30,33 (från 2004)